# Pseudagrion cingillum
Pseudagrion cingillum – gatunek ważki z rodziny łątkowatych (Coenagrionidae).